# Ланцетоподібний сисун
Ланцетоподібний сисун (Dicrocoelium dendriticum) — гельмінт з підкласу дігеней, кінцевим хазяїном є великі травоїдні ссавці, зокрема велика рогата худоба. Відомі окремі випадки зараження людини. Проміжними хазяями є сухопутні черевоногі молюски та мурашки. Поширений в Європі, західній частині Азії, Північній Америці.

## Опис
Дорослі особини є гермафродитами.
Розміри дочірніх спороцист коливаються між 560 і 4160 мкм.

## Життєвий цикл
Дорослі особини відкладають яйця, які потрапляють до травного тракту ссавця й виводяться з фекаліями назовні. Черевоногі молюски (близько 70 видів) з'їдають ці яйця та стають проміжними хазяями: з яєць виходить личинка мірацидій, що мігрує у печінку, де перетворюється на материнську спороцисту. Спороциста розмножується партеногенетично, утворюючи дочірні спороцисти. Після метаморфозу утворюються личинки 4-ї стадії, церкарії, які мігрують до повітроносних шляхів молюска, там інцистуються та виходять у вигляді слизових кульок з організму равлика. Розвиток усередині молюска триває 3-5 місяців.
Слиз молюсків споживають мурашки, в організмі яких з цисти виходить метацеркарія. Метацеркарії інкапсулюються в порожнині тіла, тоді як одна з них прямує до підглоткового ганглію мурашки, де впливає на нервову систему, примушуючи мурашку ввечері досягти верхівки трав'янистої рослини та завмерти там до ранку. Вночі мурашку з'їдають травоїдні ссавці, в організмі яких метацеркарії перетворюються на статевозрілі особини. Метаморфоз у додатковому хазяїні, мурашці, триває 1-2 місяці.
Якщо в конкретну ніч мурашку не з'їдає копитна тварина, то вранці комаха може відчепитися від рослини та повернутися до мурашника, виконуючи свої звичайні функції. Але вже ввечері інфікована комаха знову піднімається на травинку. Вважається, що регулятором поведінки є температура повітря: якщо вона залишається нижче +20 °C, то мураха не відпускає рослину до наступної ночі (процес може тривати аж до 7 діб), але якщо стає тепліше, то робоча особина повертається до нормального життя.

### Проміжні хазяї
Дослідження молюсків у Іспанії виявило 26 видів черевоногих, що належали до 21 роду та 13 родин у ряді стебельчастоокі підкласу легеневі та один вид з роду Cochlostoma (родина Cyclophoridae, ряд Mesogastropoda, підклас Prosobranchia). Серед молюсків-хазяїв ланцетоподібного сисуна Cochlicopa lubrica, Xerolenta obvia, Helicella itala, Xerotricha corderoi, Chondrina kobelti, Pyramidula rupestris, Cernuella virgata, Cernuella vestita, Xerosecta cespitum, Candidula intersecta, Zebrina detrita.
В Україні поширеними проміжними хазяями є цепея австрійська, равлик-монах чагарниковий, равлик тризубий .
Серед мурашок других хазяїв гельмінта Formica rufibarbis, Formica pratensis, Formica fusca, Formica cunicularia, Formica sanguinea, Formica polyctena.

## Вплив метацеркарії на нервову систему мурашки
Життєвий цикл ланцетоподібного сисуна сильно залежить від поведінки зараженої мурашки. Тому нейробіологи намагаються зрозуміти, які механізми впливу личники на підглотковий ганглій комахи. Висувалися механічна та нейрохімічна гіпотеза. Механічна стверджує, що метацеркарія прикріплюється до суворо визначеного місця у мозку робочої мурахи та прямою дією на групу нейронів викликає зміни поведінки. Нейрохімічна гіпотеза пропонує наявність певних хімічних речовин, які виділяє личинка та які впливають на роботу різних груп нервових клітин мурашки. Друга гіпотеза краще пояснює температуро-залежність поведінки інфікованої мурашки вдень, але жодна з цих гіпотез не має надійного підтвердження через брак надійної методики, що б дозволяла вивчати процес у лабораторних умовах.

## Дикроцеліоз
Дикроцеліоз — це захворювання худоби, а зрідка й людини, яке викликано інвазією ланцетоподібного сисуна. Найчастіше зустрічається в овець, зокрема в печінці однієї вівці може бути більше 50 тисяч гельмінтів, які викликають блокування жовчних протоків, цироз печінки, анемію, втрату ваги та, в особливо важких випадках, бути причиною смерті тварини.
Діагностують захворювання худоби при розтині посмертно або за аналізом фекалій.
У людини захворювання травляється рідко, в Європі, Канаді, Туреччині фіксують окремі випадки. Але в азійських країнах, зокрема Саудівській Аравії, Киргизстані та інших територіях з поширенням традиційного скотарства в дітей та дорослих знаходять яйця паразита частіше.

### Боротьба з дикроцеліозом
Для знищення дикроцелій в організмі худоби використовують празиквантел та бензімідазол.